# Ґюлхан Шен
Ґюлхан Шен (тур. Gülhan Şen; *16 липня 1978, Шумен) — турецька телеведуча, продюсер і режисер.

## Біографія
Уродженка болгарського міста Шумен, де здобула середню освіту. У 7 років примусово перейменована на Галину Христову Михайлову в рамках так званого «процесу відродження», проваджуваного болгарськими комуністами.
1989 емігрувала до Туреччини, де закінчила факультет радіо й телебачення Стамбульського університету. Відома як телеведуча провідних турецьких телеканалів, продюсерка і режисерка.